# Okerborstbaardkoekoek
De okerborstbaardkoekoek (Malacoptila fulvogularis) is een vogel uit de familie Bucconidae (baardkoekoeken).

## Verspreiding en leefgebied
Deze soort komt voor van centraal Colombia tot noordwestelijk Bolivia.